# Distretto di Kawerau
Il distretto di Kawerau è una piccola autorità territoriale della Nuova Zelanda che si trova entro i confini della regione della Baia dell'Abbondanza, nell'Isola del Nord. La sede del Consiglio distrettuale si trova nella città di Kawerau.
Si tratta di una piccola enclave, "circondata" dal distretto di Whakatane, la cui economia si basa fondamentalmente sull'industria cartiera. Il distretto venne fortemente colpito dal terremoto del 1987 che causò gravi danni in tutta la regione della Baia dell'Abbondanza. A 3 chilometri dalla città di Kawerau si trova il Putauaki, un cono vulcanico alto 820 metri.

## Storia
Kawerau venne fondata nel 1953 per ospitare la forza lavoro dell'industria della carta, che si stava sviluppando nella zona in quegli anni. Ancor oggi questa è la principale industria del distretto. Essa venne costruita qui per la grande disponibilità di legname (dalla vicina foresta di Kaingaroa), acqua (dal vicino fiume Tarawera) ed energia geotermica. Al contrario di ciò che succede la maggior parte delle volte per città di dimensioni paragonabili a Kawerau, la planimetria cittadina venne attentamente studiata e pianificata prima di cominciare la costruzione della città.

## Popolazione
La popolazione del distretto rimane più o meno stabile da molti anni, nell'ordine dei 7 000 abitanti. Di questi circa metà sono di origine europea, mentre l'altra metà è di origine Maori. Una piccola percentuale è di origine asiatica o pacifica.
Ovviamente questo si riflette anche sulla lingua parlata: oltre all'inglese, parte della popolazione parla il māori e oltre il 20% degli abitanti le parla entrambe.